# Station Assenede
Station Assenede was een spoorwegstation langs de spoorlijn spoorlijn 55A (Zelzate - Eeklo) in de gemeente Assenede. Het station is nog tot 1976 gebruikt als goederenstation met verbinding naar Zelzate. Daarmee is station Assenede het langst gebruikte station op spoorlijn 55A. Inmiddels is op de oude spoorwegbedding een fietspad aangelegd.
Na de sluiting van het station is het gebouw gesloopt om plaats te maken voor een nieuwbouw (welke qua bouwstijl een beetje aan een station doet denken). De Post heeft hier tot het begin van de 21e eeuw betrekking in genomen. Inmiddels zijn ook zij verhuisd en werd er een huisartsenpraktijk in gevestigd.
0,0: Zelzate ·
4,4: Assenede ·
8,8: Boekhoute ·
11,5: Bassevelde ·
15,4: Kaprijke ·
18,2: Lembeke ·
22,3: Eeklo